# トゥインクルレディー賞
トゥインクルレディー賞（ - しょう）は、日本の地方競馬である大井競馬場で行われていた競馬の重賞競走（平地競走）である。正式名称は「サンケイスポーツ盃 トゥインクルレディー賞」、サンケイスポーツを発行する産業経済新聞社（産経新聞社）が優勝杯を提供していた。2011年度の重賞競走の改廃に伴い2010年をもって廃止となった。

## 概要
元々はファーストレディー賞としてサラブレッド系旧4歳（馬齢は当時の旧表記）以上牝馬による準重賞競走として創設。1990年の重賞格上げとともに本競走名に改称された。創設当時、大井競馬場での牝馬限定重賞は、旧3歳限定の東京3歳優駿牝馬と、旧4歳限定の東京プリンセス賞しかなく、古馬牝馬のための重賞競走は存在しなかった。このため大井競馬場に所属する強豪クラスの古馬牝馬は船橋競馬場のクイーン賞や、川崎競馬場のキヨフジ記念に活路を見出していた。
また、この年川崎競馬場では旧4歳限定のロジータ記念が年末に創設され、徐々に南関東4場で牝馬路線の充実が進んでいくことになる。2010年からはGRANDAME-JAPAN・古馬シーズンの第4戦に指定された。
しかし、徐々に古馬牝馬競走体系が整備され、2011年、JBCレディスクラシックの新設、及びレディスプレリュード（TCKディスタフから改称）の新設に伴い、廃止となった。
本競走のトライアル競走は大井競馬場のダート1600mのA2級以下の別定（A2級格付け馬55キロ、A3級格付け馬54キロ、B1級格付け馬53キロ、B2級以下格付け馬52キロで、過去南関東重賞勝利馬は1キロ増）の準重賞競走「アデレードシティカップ」（2010年での施行日は8月13日）で、上位3着までには本競走への優先出走権が与えられていた。なお、2008年までは「クリスタルナイトカップ」という名称で施行された。
負担重量はハンデキャップ。
廃止前の総額賞金は3,400万円で、1着賞金2,000万円、2着賞金700万円、3着賞金400万円、4着賞金200万円、5着賞金100万円と定められていた。

## 歴代優勝馬
| 回数   | 施行日        | 優勝馬             | 性齢 | 所属 | タイム   | 優勝騎手 | 管理調教師 | 馬主                         |
| ------ | ------------- | ------------------ | ---- | ---- | -------- | -------- | ---------- | ---------------------------- |
| 第1回  | 1990年9月6日  | エスエスレデイー   | 牝5  | 大井 | 1分44秒0 | 的場文男 | 長沼正義   | （株）セツインターナショナル |
| 第2回  | 1991年8月26日 | ヒカリカツオーヒ   | 牝5  | 浦和 | 1分40秒5 | 石崎隆之 | 野口孝     | （株）ひかり                 |
| 第3回  | 1992年8月26日 | ケイワンハート     | 牝5  | 大井 | 1分40秒8 | 早田秀治 | 中村健二   | 森田高司                     |
| 第4回  | 1993年8月26日 | モガミハヤブサ     | 牝6  | 大井 | 1分40秒6 | 的場文男 | 福島酉次   | 伊藤昭次                     |
| 第5回  | 1994年8月12日 | タイセンルビー     | 牝5  | 船橋 | 1分42秒3 | 桑島孝春 | 熊坂明     | 渡辺俊彦                     |
| 第6回  | 1995年8月15日 | ケーエフネプチュン | 牝5  | 船橋 | 1分40秒0 | 矢内博   | 凾館政一   | 藤谷正美                     |
| 第7回  | 1996年8月8日  | アカネタリヤ       | 牝5  | 大井 | 1分41秒1 | 藤江昭徳 | 荒居貴美夫 | 花田まさ                     |
| 第8回  | 1997年8月13日 | エフテーサッチ     | 牝5  | 浦和 | 1分40秒1 | 小林真治 | 小林文治   | 深野茂雄                     |
| 第9回  | 1998年8月7日  | クリオネー         | 牝5  | 大井 | 1分42秒4 | 佐宗応和 | 菅原秀雄   | （有）鈴優商事               |
| 第10回 | 1999年8月13日 | ユニティステージ   | 牝5  | 大井 | 1分41秒3 | 堀千亜樹 | 大山二三夫 | 山口総業（株）               |
| 第11回 | 2000年8月16日 | スイングバイ       | 牝5  | 大井 | 1分39秒7 | 内田博幸 | 赤間清松   | 平井裕                       |
| 第12回 | 2001年8月8日  | ナミ               | 牝3  | 大井 | 1分40秒7 | 的場文男 | 蛯名末五郎 | 中田和宏                     |
| 第13回 | 2002年9月16日 | ラヴァリーフリッグ | 牝3  | 船橋 | 1分39秒6 | 石崎隆之 | 出川克己   | 村中徳広                     |
| 第14回 | 2003年9月9日  | アートブライアン   | 牝4  | 船橋 | 1分38秒6 | 石崎隆之 | 出川克己   | 渡邉光典                     |
| 第15回 | 2004年9月15日 | プルザトリガー     | 牝5  | 船橋 | 1分40秒4 | 内田博幸 | 山浦武     | 高橋照比古                   |
| 第16回 | 2005年9月14日 | コウエイソフィア   | 牝5  | 大井 | 1分39秒8 | 戸崎圭太 | 高橋三郎   | （有）ジャスティス           |
| 第17回 | 2006年9月14日 | アウスレーゼ       | 牝4  | 大井 | 1分40秒8 | 真島大輔 | 阪本一栄   | 山田祐三                     |
| 第18回 | 2007年9月19日 | ベルモントノーヴァ | 牝6  | 船橋 | 1分40秒1 | 石崎駿   | 出川克己   | （有）ベルモントファーム     |
| 第19回 | 2008年9月17日 | スターオブジェンヌ | 牝5  | 船橋 | 1分40秒7 | 真島正徳 | 佐々木功   | 光安了                       |
| 第20回 | 2009年9月16日 | フサイチミライ     | 牝6  | 大井 | 1分41秒0 | 今野忠成 | 荒山勝徳   | 組）馬事維新                 |
| 第21回 | 2010年9月15日 | ヒロアンジェロ     | 牝6  | 大井 | 1分40秒5 | 坂井英光 | 鷹見浩     | 北所直人                     |

- 南関東4競馬場の情報[2]に基づく。
- 格付け：第6回～ 南関東G2、（第18回～ 南関東SII）
- 距離：第1回～第12回 ダート1600m、第13回～第14回 ダート1590m、第15回～ ダート1600m
- 出走条件：サラブレッド系3歳以上牝馬・南関東公営競馬所属
- 2000年以前の優勝馬の馬齢は旧表記を用いる。

### アデレードシティカップからの本競走優勝馬
「クリスタルナイトカップ」で施行された2008年までの準重賞競走を含めると5頭が本競走を制した。
| 施行日        | 馬名             | 性齢 | 所属 | 着順 | 備考                    |
| ------------- | ---------------- | ---- | ---- | ---- | ----------------------- |
| 2003年8月15日 | アートブライアン | 牝4  | 船橋 | 3着  |                         |
| 2005年8月2日  | コウエイソフィア | 牝5  | 大井 | 6着  |                         |
| 2006年8月3日  | アウスレーゼ     | 牝4  | 大井 | 1着  | 同年にTCKディスタフ優勝 |
| 2009年8月10日 | フサイチミライ   | 牝6  | 大井 | 3着  |                         |
| 2010年8月13日 | ヒロアンジェロ   | 牝6  | 大井 | 3着  |                         |